# Lebensmittelsicherheit
Lebensmittelsicherheit (auch: Lebensmittelhygiene) ist ein Oberbegriff für alle Maßnahmen und Konzepte, die sicherstellen sollen, dass Lebensmittel für den Endverbraucher zum Verzehr geeignet sind und von ihnen keine gesundheitlichen Beeinträchtigungen oder Schädigungen ausgehen können.

## Methoden
Kontrollen und vorbeugende Maßnahmen zur Aufrechterhaltung der Hygiene bei der Produktion und im Umgang mit Lebensmitteln, sowie der Integrität der Produkte bezüglich Kontaminanten oder Rückständen gehören ebenso zum Oberbegriff der Lebensmittelsicherheit, wie auch die Rückverfolgbarkeit der Produkte und ihrer Bestandteile, die sicherstellen soll, dass der Verbraucher beim Erkennen einer Gefährdung z. B. durch Rückrufaktionen möglichst umfassend geschützt wird.

## Lebensmittelsicherheit in der Europäischen Union
Mit der Richtlinie 93/43/EWG des Rates vom 14. Juni 1993 über Lebensmittelhygiene wurden die allgemeinen Hygienevorschriften für Lebensmittel und die Verfahren für die Überprüfung der Einhaltung dieser Vorschriften festgelegt. Mit der Lebensmittelbasisverordnung wurden erstmals mit direkter Geltung für die Europäische Union Allgemeine Grundsätze zu Lebensmittelrecht und -sicherheit geregelt und die Europäische Behörde für Lebensmittelsicherheit (European Food Safety Authority, EFSA) gegründet. Seit 1. Januar 2006 erklärt die Verordnung (EG) Nr. 852/2004 (nichtamtliche Bezeichnung: EG-LebensmittelhygieneVO) für den Gemeinsamen Markt in ihren Anhängen näher ausgeführte Allgemeine Hygienevorschriften für Lebensmittelunternehmer der Primärerzeugung (Anhang I) und in allen folgenden Produktions-, Verarbeitungs- und Vertriebsstufen von Lebensmitteln (Anhang II) für verbindlich. Sie verlangt von den Lebensmittelunternehmern ständige Verfahren für Risikoanalyse und kritische Kontrollpunkte und definiert dort näher die Grundsätze dieser HACCP-Verfahren. Sie regelt die Ausarbeitung und Anwendung von gemeinschaftlichen Leitlinien für eine gute Hygienepraxis (GHP) und die HACCP-Grundsätze insbesondere auf Basis des Codex Alimentarius und verlangt von den Mitgliedsstaaten die Förderung einzelstaatlicher GHP- und HACCP-Leitlinien.
Mit vielen weiteren Verordnungen zur Hygiene bis zur Kennzeichnung wurden die Vorschriften zur Lebensmittelsicherheit vereinheitlicht und harmonisiert. Einen Überblick über die Strukturen und Institutionen der Lebensmittelüberwachung in der Europäischen Union, den Mitgliedsstaaten und ihren Nachbarländern gibt der vom Bundesinstitut für Risikobewertung (BfR) erstellte EU-Almanach Lebensmittelsicherheit.

### Situation in Deutschland
In Deutschland forderte die zum Lebensmittel-, Bedarfsgegenstände- und Futtermittelgesetzbuch gehörige Lebensmittelhygieneverordnung die Anwendung eines HACCP-Systems.
Der Hauptverband des Deutschen Einzelhandels (HDE) hat – gemeinsam mit ausländischen Schwesterorganisationen – den International Featured Standard (IFS) etabliert, dem Eigenmarkenhersteller von Lebensmitteln faktisch unterworfen sind. Zertifizierungsgesellschaften wie DQS oder TÜV Cert prüfen, ob diese Lebensmittelproduzenten  die Forderungen des umfangreichen IFS-Fragenkatalogs erfüllen, also in der Lage sind sichere, qualitativ hochwertige und verkehrsfähige Lebensmittel zu erzeugen. Fast alle Hersteller von Lebensmitteln für Handelsmarken verfügen über eine solche Zertifizierung.
In Deutschland sind die Bundesländer mit ihren jeweiligen Ministerien als oberste Landesbehörden für die Lebensmittelsicherheit zuständig. Die behördliche Lebensmittelüberwachung, je nach Bundesland auf kommunaler oder Landesebene, kontrolliert das Einhalten der Vorschriften zur Lebensmittelsicherheit durch stichprobenhafte Kontrollen. Oberste Bundesbehörde ist das Bundesministerium für Ernährung und Landwirtschaft. In Deutschland ist der Bereich der Lebensmittelsicherheit auf Bundesebene auf zwei nachgeordnete Behörden verteilt: die wissenschaftliche Risikobewertung und die Risikokommunikation erfolgt durch das Bundesinstitut für Risikobewertung (BfR), davon getrennt ist das Risikomanagement. Für dieses, insbesondere als Knotenpunkt zwischen den Bundesländern und der Europäischen Gemeinschaft ist das Bundesamt für Verbraucherschutz und Lebensmittelsicherheit (BVL) zuständig.
Alle Bürger können die Ergebnisse von Lebensmittelkontrollen nach dem Verbraucherinformationsgesetz auf Anfrage einsehen.

## Studium
In Deutschland ist die Lebensmittelsicherheit im Rahmen des Verbraucherschutzes die Kernkompetenz des staatlich geprüften Lebensmittelchemikers. Besonders im Bereich der Untersuchung von Lebensmitteln aus tierischen Quellen sind auch Veterinärmediziner ein wichtiger Teil der Kontrolle. Beide Berufsgruppen sind entsprechend der Gegenproben-Verordnung auch als private Gegenproben-Sachverständige zugelassen.
Seit 2011 gibt es in Deutschland, Österreich und der Schweiz zusätzlich den Studiengang Lebensmittelsicherheit als einen Dualen Studiengang an der Berufsakademie Sachsen – Staatliche Studienakademie Plauen. Dieser Studiengang wurde bisher als Diplomstudiengang (BA) und wird ab Wintersemester 2015/16 als sechssemestriger praxisintegrierter Dualer Bachelorstudiengang angeboten. Die Inhalte des Studiengangs umfassen neben Lebensmittelmikrobiologie und Hygiene auch Lebensmittelsensorik, Lebensmittelanalytik sowie Qualitätssicherung und Qualitätsmanagement.
Mit dem Wintersemester 2015/2016 startet im Land Hessen an der Hochschule Geisenheim und in Kooperation mit der privaten Hochschule Fresenius ein weiterer Bachelorstudiengang Lebensmittelsicherheit im Direktstudium. Dieser sechssemestrige Studiengang mit dem Abschluss eines Bachelor of Science widmet sich den Schwerpunktthemen mikrobiologischer und chemischer Analytik, Lebensmitteltechnologie, Qualitätsmanagement und Lebensmittelrecht.